# Хини, Луис
Луис Арнульфо Хини Хара (исп. Luis Arnulfo Gini Jara; род. 31 октября 1935, Пирибебуй, Кордильера) — парагвайский футболист, защитник.

## Карьера

### Клубная карьера
Во взрослом футболе дебютировал в парагвайском клубе «Соль де Америка», после чего перешёл в «Олимпия» (Асунсьон).
Завершил карьеру футболиста в начале 1970-х годов в боливийском клубе «Стронгест».

### Карьера в сборной
В 1959 дебютировал в официальных матчах в составе национальной сборной Парагвая. Был в составе сборной на чемпионате мира 1958 в Швеции, но на поле ни разу не выходил.
Всего в составе сборной принял участие в восьми матчах, не забив ни одного гола.